# Псевдореферендуми на окупованих територіях України (2022)

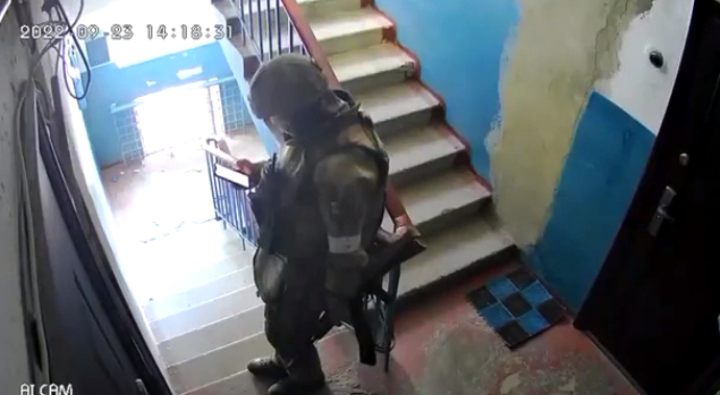
Представники окупаційної влади з озброєними військовими РФ, здійснюють обходи квартир

Псевдореферендуми на окупованих територіях України — нелегітимні референдуми, проведені тимчасовою окупаційною владою РФ у окупованих Росією областях України. Пройшли 23—27 вересня 2022 року в ході повномасштабного російського вторгнення до України, метою було оголошено опитування населення щодо «приєднання» окупованих територій до Росії.
Запропоновані дати цих подій неодноразово змінювалися через численні битви та визволення ЗСУ території, зайнятої РФ. Псевдореферендуми планували провести за кримським сценарієм на вже окупованих територіях з метою їх анексії. 11 вересня, після українського контрнаступу на Харківщині, було оголошено, що референдуми будуть відкладені «на невизначений термін».
20 вересня ватажки «ДНР», «ЛНР» та окупаційна влада Херсонської та Запорізької областей оголосила референдуми про приєднання до РФ 23—27 вересня.
Ці «референдуми» не мають нічого спільного з вільним, демократичним волевиявленням людей, оскільки вони були проведені в умовах російського терору, психологічного тиску та переслідування українських громадян та українських активістів, яких окупаційна російська влада кидала і продовжує кидати у тюрми, катівні і фільтраційні табори. Вони також порушують міжнародне та українське законодавство

## Передісторія
18 липня 2022 року керівник Луганської ОВА Сергій Гайдай повідомив, що 11 вересня російські загарбники готувалися провести на тимчасово окупованій території Луганщини псевдореферендум про приєднання області до Росії.
На початку серпня 2022 року прозвучали заяви від окупаційної влади в Херсонській та Запорізькій областях про проведення «референдумів» 11 вересня. Головною озвученою умовою було одночасне проведення на всій окупованій РФ території України у Донецькій, Луганській, Херсонській та Запорізькій областях. Результати «референдумів» було визначено заздалегідь, ще до початку «голосування».
У серпні кілька представників окупаційної влади заявили, що «референдуми» проведуть, коли Росія повністю захопить Донецьку область.
Секретар партії «Єдина Росія» Андрій Турчак 7 вересня 2022 року запропонувала провести «референдуми» 4 листопада.

## Підготовка
У червні 2022 року заступник «голови» окупаційної військово-цивільної адміністрації Херсонської області Кирило Стремоусов повідомив, що про плани Херсонщини провести референдуму, який мали готувати люди з путінської партії «Єдина Росія», але її члени втекли з регіону в липня після того, як українські сили обстріляли Антонівський автомобільний міст.
З серпня представники окупаційної влади на цих територіях намагалися сформувати «виборчі комісії», але знайти потрібну кількість людей не вдалося. Найбільша проблема — низька підтримка населення та активний партизанський рух. Зокрема, за інформацією голови Комітету виборців України Олексія Кошеля, двоє представників «комісій» отримали ножові поранення в Михайлівці, іншого підірвали у Мелітополі Запорізької області.
Призначений російський ватажок окупованої частини Запорізької області Балицький 8 серпня 2022 року заявив, що підписав «розпорядження» (без дати) підготовку до «референдуму» щодо «приєднання» до Росії. На початку серпня 2022 року влада окупованого регіону висловила бажання провести референдум 11 вересня 2022 року.
13 серпня 2022 року російський ватажок «адміністрації» Миколаївської області Юрій Барбашов заявив про запланований у Снігурівці «референдум».
2 вересня голова Луганської обласної військової адміністрації Сергій Гайдай заявив, що референдум ймовірно зміг би відбутися з кількох причин, основною з яких є партизанський рух. За його словами, після Сватового вибухи пролунали і в Кремінній.

### Донецька область
Російські терористи провели на Донеччині «референдуми» про незалежність у травні 2014 року, та РФ формально їх не анексувала, на відміну від Криму. РФ планувала провести такий «референдум» у вересні.
Незабаром у «Народній раді ДНР» оголосили, що референдум було заплановано на 23—27 вересня.

### Запорізька область
8 серпня голова окупаційної військово-цивільної адміністрації Запорізької області Євген Балицький підписав розпорядження про підготовку організації референдуму. 8 липня форум того ж руху прийняв резолюцію з пропозицією провести референдум. «Референдум» в Запорізькій області відвідали менше 1 % жителів.

### Луганська область
Російські терористи з «ЛНР» провели «референдуми» про незалежність у травні 2014 року, хоча РФ не анексувала, на відміну від Криму.
20 вересня «Народна рада ЛНР» призначила референдум на 23—27 вересня.

### Миколаївська область
8 серпня заступник ватажка російської окупаційної Херсонської військово-цивільної адміністрації Катерина Губарєва заявила про анексію окупованих територій Миколаївської області, де видбулися "псевдореферендуми". Це стосувалося захопленого росіянами міста Снігурівка та прилеглого до нього району, а також тієї частини Кінбурської коси, що територіально входить до Миколаївської області . При цьому окупаційна влада "включила" Снігурівку та західну частину Кінбурської коси до складу Херсонської області. 

### Харківська область
РФ призначила ватажком військово-цивільної адміністрації Харківської області Ганчева Віталія.

### Херсонська область
12 березня українські чиновники заявили, що РФ планувала організувати в Херсоні референдум щодо створення Херсонської народної республіки, подібної до ДНР та ЛНР. Сергій Хлань, заступник голови Херсонської облради, заявив, що російські військові обдзвонили всіх членів ради і попросили їх співпрацювати. Того ж дня Херсонська обласна рада ухвалила постанову про визнання запропонованого референдуму незаконним.
11 травня заступник ватажка Херсонської військово-цивільної адміністрації Кирило Стремоусов заявив про готовність надіслати президенту Владіміру Путіну прохання про приєднання Херсонської області до РФ, зазначивши, що не буде створення «Херсонської народна республіка» або референдуми з цього приводу.
У червні 2022 року Стремоусов заявив, що Херсонська область почала готуватися до референдуму. Референдум збиралася підготувати путінська партія «Єдина Росія», але її члени втекли з регіону в липні після того, як українські сили обстріляли Антонівський автомобільний міст.
5 вересня Стремоусов заявив, що референдум у Херсонській області перенесли з «безпекових міркувань».

## Позиція країн
Генеральна Асамблея ООН 12 жовтня 2022 року ухвалила резолюцію «Територіальна цілісність України: захист принципів Статуту Організації Об'єднаних Націй», яка засуджує російські псевдореферендуми на окупованих територіях України.  «За» висловилися 143 країни, проти - 5, утрималися - 35.

### Україна
Народні депутати України 29 липня 2022 року прийняли звернення до світової спільноти із закликом не визнавати результатів фейкових референдумів, організованих Росією на окупованих територіях України.
Президент України Зеленський 7 серпня заявив, що коли Росія проведе псевдореферендуми з подальшою анексією, це «закриє для неї будь-яку можливість перемовин з Україною та світом».

### Австрія
Засуджує фейкові «референдуми» Росії, Австрія назвала їх черговим замахом на територіальну цілісність України.

### Грузія
Президент Саломе Зурабішвілі заявила, що «референдуми» є вкрай цинічною дією Росії.

### Ізраїль
Посол Ізраїлю в Україні Міхаель Бродський заявив, що Ізраїль підтримує суверенітет та територіальну цілісність України та не визнає результати «референдумів» у чотирьох регіонах України.

### Іран
Іран не визнав анексію окупованих областей України та засудив «референдуми».

### РФ
Прессекретар президента РФ Дмитро Пєсков 8 серпня 2022 року заявив, що плани про подібні референдуми — виключно воля самого населення регіонів.

### Сербія
Президент Сербії Александр Вучич, офіційно заявив, що Сербія не визнає результати «псевдореферендумів».

### КНДР
Міністерство закордонних справ КНДР повідомило, що країна підтримує анексію українських територій, визнавши «псевдореферендуми».